# NGC 133
NGC 133 es un pequeño cúmulo abierto visible que se encuentra en la constelación de Casiopea.
Su posición es fácilmente localizable, medio grado al NNW de la estrella κ Cassiopeiae, menos fácil es individualizar  el cúmulo, el cual está formado por un puñado de estrellas, la más luminosa de las cuales casi no supera la magnitud 9. Los límites del objeto no son fácilmente identificables; se presenta de hecho como un ligero amasijo de astros diminutos, dispuestos en forma de Y invertida. Es parte de un grupo de cúmulos abiertos, que incluyen a NGC 146 y el muy disperso King 14.